# Aktion Kindertraum
Aktion Kindertraum ist eine deutsche Sozialorganisation in Form einer gemeinnützigen GmbH (gGmbH) mit Sitz in Hannover. Sie widmet sich der Kinder- und Jugendhilfe und wurde 1998 gegründet. Die Organisation unterstützt „Kinder und Jugendliche, unabhängig von ihrer Nationalität, Religion und Hautfarbe, die sich in lebensbedrohlichen Situationen bzw. extremen Notsituationen befinden“.
Aktion Kindertraum finanziert sich und seine bundesweiten Hilfsprojekte ausschließlich aus Spendeneinnahmen und Legaten. Sachspenden werden ebenfalls eingesetzt, um die Wünsche von Kindern und Jugendlichen zu erfüllen. Die Einnahmen aus Spenden (Zuwendungen) und Legate betrugen 2019 rund 3,45 Mio. EUR; im gleichen Jahr wurden mit 281 erfüllten Wünschen über 10.000 Kinder und Jugendliche erreicht.

## Geschichte
Aktion Kindertraum wurde am 1. Juni 1998 als gemeinnützige GmbH (gGmbH) in Hannover gegründet. Die Organisation arbeitet mildtätig und ist von der Körperschaftssteuer befreit. Initiatorin ist Ute Friese, sie ist bis heute die Geschäftsführerin. Jährlich wurden etwa 250 Wünsche erfüllt. Da es sich dabei zum Teil um Wünsche von Gruppen handelt, erreicht die Organisation nach eigenen Angaben mit ihren Aktivitäten mehrere Tausend Kinder und Jugendliche pro Jahr. Seit 2011 ist Aktion Kindertraum Partner des Netzwerkes-Geschwisterkinder, dem Netzwerk für die Versorgung schwerkranker Kinder und Jugendlicher e.V. 2018 veranstaltete die Aktion Kindertraum anlässlich ihres 20-jährigen Jubiläums eine Reise durch verschiedene Städte in Deutschland.

## Organisation und Ziele
Aktion Kindertraum wird als gGmbH geführt. Neben der kaufmännischen Geschäftsführerin Ute Friese sind in der Geschäftsstelle in Hannover mehrere festangestellte Mitarbeiterinnen tätig. Eine weitere festangestellte Mitarbeiterin betreut von Hamburg aus Wunschanfragen und Projekte in Norddeutschland. Nach Angaben von Aktion Kindertraum unterstützen rund 30 ehrenamtliche Helferinnen und Helfer die Arbeit der Organisation.
Die Organisation erklärt öffentlich, dass kein Geld an die Wünschenden ausgezahlt würde, sondern Wünsche konkret realisiert würden. Der Tätigkeitsbericht von 2019 gibt bei der Mittelverwendung an, dass rund 70 Prozent der eingeworbenen Spenden für satzungsgemäße Zwecke und 16 Prozent für die Information von Spendern ausgegeben worden seien.

## Unterstützung durch Prominente
Im Jahr 2018 war die frühere Bundestagsvizepräsidentin und frühere Bundesministerin für Bildung und Forschung Edelgard Bulmahn Schirmherrin des 20-jährigen Jubiläums von Aktion Kindertraum. Der Tennisspieler Nicolas Kiefer unterstützt Aktion Kindertraum seit 2002. Seit der Gründung wurde die gemeinnützige Organisation Aktion Kindertraum laut Jahresberichten für die Erfüllung von einzelnen Wünschen projektbezogen durch unterschiedliche Prominente unterstützt.

## Förderung
| Jahr | Erfüllte Wünsche | Erreichte Kinder/Jugendliche |
| ---- | ---------------- | ---------------------------- |
| 2009 | 155              | 2600                         |
| 2010 | 152              | 2853                         |
| 2011 | 184              | 3314                         |
| 2012 | 201              | 4202                         |
| 2013 | 237              | 3598                         |
| 2014 | 232              | 4694                         |
| 2015 | 279              | 5202                         |
| 2016 | 252              | 7223                         |
| 2017 | 266              | 8156                         |
| 2018 | 284              | 6768                         |
| 2019 | 281              | 1040                         |

Bei den Wünschen und Projekten unterscheidet die Organisation acht Kategorien: Aktionen (Kinderfeste, Tagesausflüge etc.), Hilfsmittel, Operationen, Prominententreffen, Reisen, Sachwünsche, Therapien, Dauerprojekte.
Als längstes Dauerprojekt finanziert die Aktion Kindertraum nach eigenen Angaben seit dem Jahr 2000 eine Klinikclownin, die regelmäßig Kinderkrankenhäuser in Hannover besucht.

## Kritik
Das Deutsche Zentralinstitut für soziale Fragen  aus Berlin, das auf Antrag einer Hilfsorganisation ein Spendensiegel nach Prüfung gegen Gebühr verleiht, führt Aktion Kindertraum unter den Organisationen, bei denen eine „umfassende Einschätzung“ der Transparenz, nach DZI-Kriterien nicht möglich sei. Auf der Website des Deutschen Zentralinstituts heißt es dazu:

„(...) Die DZI Spenderberatung hat sich mehrfach bemüht, zuletzt im Dezember 2019, von den Verantwortlichen der Organisation im Sinne der Transparenz gegenüber dem Spender konkrete aussagekräftige Informationen über ihre Arbeit zu erhalten. Dem Auskunftsersuchen hat die Organisation aber nicht entsprochen.(...)“

Zum Thema Transparenz veröffentlicht die Aktion Kindertraum auf ihrer Website eine Selbstverpflichtung, in der sie neben allgemeinen Angaben zur Organisation auch Angaben zur Satzung, zur Steuerbegünstigung (Freistellungsbescheid vom Finanzamt Hannover-Nord) u. a. macht. Zur DZI schreibt die Sozialorganisation:

„Eine Anmerkung noch zum DZI-Spendensiegel: Dies ist ein populäres Siegel, doch dieses Siegel kostet Geld. Aktion Kindertraum hat sich dazu entschlossen, Zuwendungen und Spenden lieber für die Wunscherfüllung zu verwenden, als für das Prüfverfahren und den Erhalt dieses Siegels.“

An anderer Stelle schreibt die Hilfsorganisation zum DZI-Spendensiegel:

„(...) Und wir haben uns ganz bewusst entschieden, etwa das DZI-Spendensiegel nicht zu beantragen. Wir möchten nämlich nicht viel Geld für ein „Spendensiegel“ ausgeben – sondern verwenden als Hilfsorganisation die Spenden und Zuwendungen lieber für direkte Wunscherfüllungen.
Stattdessen ist Aktion Kindertraum Mitglied in der Initiative Transparente Zivilgesellschaft. 1993 wurde Transparency Deutschland gegründet, um deutschlandweit „an einer effektiven und nachhaltigen Bekämpfung und Eindämmung von Korruption“ zu arbeiten. Aber auch bei zivil-gesellschaftlichen Organisationen wie etwa Aktion Kindertraum muss Transparenz einen sehr hohen Stellenwert haben.“

## Mitgliedschaften und Partner
Die Aktion Kindertraum sieht sich als Partner vieler anderer Selbsthilfegruppen und Einrichtungen und ist Mitglied in unterschiedlichen Organisationen u. a. in;

### Initiative Transparente Zivilgesellschaft
Aktion Kindertraum ist seit 2012 Unterzeichner der Initiative Transparente Zivilgesellschaft. Damit verpflichtet sich die Organisation, anhand von zehn Punkten, Transparenz für die Öffentlichkeit herzustellen.

### Geschwisterkinder Netzwerk
Seit 2011 gehört Aktion Kindertraum zu den Förderern des Geschwisterkinder Netzwerks (Netzwerk für die Versorgung schwerkranker Kinder und Jugendlicher e.V.), das seinen Sitz in Hannover hat.

### Bundesverband Kinderhospiz
Der Bundesverband Kinderhospiz e. V.  ist der Dachverband für ambulante Kinderhospizdienste und stationäre Kinderhospize. Er steht Eltern und Geschwistern der erkrankten Kinder zur Seite. Aktion Kindertraum ist seit 2010 Mitglied im Bundesverband Kinderhospiz e. V. und fördert die Weihnachtsfeiern in deutschen Kinderhospizen.

### knw Kindernetzwerk
Mitglied im Kindernetzwerk e.V. mit Sitz in Berlin als dem Dachverband der Selbsthilfe von Familien mit Kindern und jungen Erwachsenen mit chronischen Erkrankungen und Behinderungen.